# Postcards from the Zoo
Pour plus de détails, voir Fiche technique et Distribution.
Postcards from the Zoo (Kebun Binatang) est un film indonésien réalisé par Edwin, sorti en 2012.

## Synopsis
À 3 ans, Lana est abandonnée dans un zoo et est élevée par le dresseur de girafe. Un jour, elle tombe amoureuse d'un magicien et estime qu'elle est prête à quitter le zoo, le seul monde qu'elle a connu jusqu'ici.

## Fiche technique
- Titre : Postcards from the Zoo
- Titre original : Kebun Binatang
- Réalisation : Edwin
- Scénario : Edwin, Titien Wattimena et Daud Sumolang
- Musique : Dave Lumenta
- Photographie : Sidi Saleh
- Montage : Herman Panca
- Production : Meiske Taurisia
- Société de production : Babibutafilm et Pallas Film
- Pays de production :  Indonésie,  Allemagne et  Hong Kong
- Genre : Drame
- Durée : 95 minutes
- Dates de sortie : 
  - Allemagne : 15 février 2012 (Berlinale), 17 janvier 2013

## Distribution
- Ladya Cheryl : Lana adulte
- Nicholas Saputra : le magicien / le cow-boy
- Adjie Nur Ahmad
- Klarysa Aurelia : Lana jeune
- Dave Lumenta
- Abizars
- Ivan Gunawan
- Nazyra C. Noer
- Heidy Trisiana Triswan
- Budi Hidayat
- Maman Ahadiat Safarman Effendi
- Yasfi Hakim
- Budi Purbadi

## Distinctions
Le film est présenté en sélection officielle en compétition à la Berlinale 2012.